# Anton Ferdinand Titz
Pour la ville allemande, voir Titz.
Anton Ferdinand Titz (ou Tietz ou encore Dietzsch)  est un compositeur allemand né en 1742 à Nuremberg et mort à Saint-Pétersbourg, en Russie, le 25 décembre 1810. Il a passé les quarante dernières années de sa vie à la cour de Catherine II de Russie. Il jouait du violon et de la viole d'amour.

## Biographie
Devenu orphelin à très jeune âge, il est d'abord élevé par son oncle le peintre Johann Christoph Dietzsch (de) et quand il ne montrait pas d'intérêt à la peinture, sa tante Barbara Regina Dietzsch lui laisse donner une formation de musicien. À l'âge de 16 ans on note son apparition comme violoniste dans la chapelle de l'église Saint-Sébald de Nuremberg. Vers 20 ans il prend un poste à l'opéra de Vienne et en 1771 il accompagne le haut fonctionnaire russe, Pjotr Alexandrowitsch Sojmonow, à Saint-Pétersbourg ou il rejoint la chapelle impériale. Il donne des leçons de violon au futur tsar Alexandre Ier. Il dirige l'orchestre de la cour, dans lequel joue aussi le clarinettiste Joseph Beer et d'autres musiciens de renom. Catherine II lui accorde entre 1794 et 1799, avec 2500 roubles l'année, le salaire le plus élevé de tous ses musiciens de la cour.
Lors d'une visite à Saint-Pétersbourg en 1803 Louis Spohr (19 ans) notait plus tard dans ses mémoires sur Titz, déjà atteint par une maladie psychique : Titz n'était pas un grand violoniste, encore moins le plus grand violoniste de tous les temps comme le soutiennent ses admirateurs, mais il reste sans doute aujourd'hui un génie musical, comme ses compositions peuvent en attester.,
Depuis 1805 Tietz est hébergé par le mécène et violoniste amateur, le sénateur Grigori Teplow (1757–1826), auquel il a dédié sa dernière série de trois quatuors, imprimées en 1808.

## Œuvres
Titz a composé des Lieder, des sonates, de la musique de chambre quatuors et quintettes à corde une symphonie et un concerto pour violon.